# Viverup
Viverup er en bebyggelse på Sydsjælland i Sønder Dalby Sogn under Faxe Kommune. Bebyggelsen ligger et par kilometer øst for Dalby.
Landsbyen nævnes 1423 (Wynorp) og blev udskiftet i 1798. I 1664 havde byen 3 huse samt 6 gårde, hvor 3 hørte til Bregentved og 2 til Egedegård.
I Viverup ligger eller lå gårdene: Viverupgård, Egedal og Viverup Overdrevsgård.